# Нистагмус
Нистагмус или титрање очију је физиолошка а у одређеним стањима и патолошка појава која настаје као последица надражаја вестибуларног апарата. Карактерише се ритмичким, невољним трзајима очних јабучица на једну страну, и настаје без наше воље, али не спречава вољне покрете очију. Нистагмус се углавном јавља истовремено на оба ока, мада ретко може бити и монокуларан, Покрети ока су углавном на оба ока у истом правцу (асоцирани) али могу бити у различитим правцима (дисоцирани) нистагмус. У наркози нистагмус престаје.
Код испитаника нистагмус се може изазвати стимулисањем рецептора у полукружним каналима лавиринта унутрашњег ува. нпр. окретањем на вртешци или уливањем хладне или топле воде у спољашњи ушни канал. Овако настали импулси, преко вестибуларног нерва, вестибуларних једара, лонгитудиналног медијалног трактуса и нерава покретача очних јабучица, померају око на страну (спора фаза). Правац нистагмуса се одређује према правцу брзе фазе трзаја ока. Он има своју амплитуду (која представља ширину померања ока) и фреквенцију (број титраја у минути). По правилу што је већа фреквенција, мања је амплитуда, и обратно. У основи нистагмус може бити физиолошки и патолошки.

## Физиолошки нистагмус
Физиолошки нистагмус јавља се рефлексно након гледања предмета који се брзо крећу, и има за циљ да око пројектовану слику држи непрестано на мрежњачи ока, како би вид био што јаснији. Покрети ока, или гледаног предмета, као и главе и тела посматрача у простору, доводе до померања светлосног снопа који упада на мрежњачу. Када угаона брзина светлосне рефлексије прелази 5°/сек, људско око гледани предмет више није у стању да чисто види. Пример за физиолошког нистагмуса је такозвани оптокинетички нистагмус. Наиме код вожње возом и гледања једног истог предмета у даљини, очи чине брзе хоризонталне покрете, којих особа која гледа није свесна. До овог типа нистагмуса долази, зато што се гледани објекти континуирано покреће на супротну страну од мрежњаче.
Разне лезије могу довести до гашења оптокинетског (физиолошког) нистагмуса на супротној страни. То су, нпр. велике лезије беле масе можданих хемисфера, лезије таламуса и других делова диенцефалона (међумозак) као и лезије можданог стабла и паријеталног режња.

## Патолошки нистагмус
Нистагмус може бити узрокован и неком од болести које се сврставају у категорију супрануклеурних сметњи покрета очију. У овом случају нистагмус настаје и у стању мировања тела и очију. Као узрок трзаја очних јабучица могу бити и бројни провокантни покрети пре стања мировања.
Патолошки нистагмус најчешће узрокује:
- Нека обољења у малом мозгу
- Обољења у корену мозга
- Болести вестибуларног система (систем равнотеже).[3]
- Употреба неких дрога као што је на пример екстази. У овом случају је то некоординација између два важна физиолошка система као сто су гледање и осећај равнотеже.

Нистагмус узрокован болешћу може се поделити на периферни и централни.
Периферни нистагмус је хоризонтално-ротаторни облик трзаја ока са спором (вестибуларном) и брзом (централном) компонентом. Смер нистагмуса одређује се према брзој компоненти. Периферни нистагмус је усмерен у здраву страну, и у зависности од интензитета и акутности оштећења може бити од првог до трећег степена, а по Алекандеру, манифестан и латентан. Уколико се јавља само код погледа у страну брзе компоненте нистагмуса ради се о нистагмусу првог степена, када се јавља и приликом погледа равно то је нистагмус другог степена, а ако је присутан и код погледа у супротну страну од смера нистагмуса, ради се о нистагмуси трећег степена.
Периферни нистагмус је правилан, ритмичан облик, који не мења смер, јача у смеру погледа у здраву страну (Алекандеров закон), а фиксацијом његов интензитет слаби (фиксацијска супресија). Најосетљивији параметар осетљивости периферног вестибуларног апарата је брзина споре компоненте нистагмуса (која се мери степенима у секунди). Током времена нистагмус слаби због централне компензације. Нистагмус се најбоље уочава применом Френзелових наочара. До периферног нистагнуса долази након оштећења органа одговорних за одржавање равнотеже или при оштећењима осмог можданог нерва.
Једна форма периферног нистагмуса је пароксизмална вртоглавица (вртоглавица услед покретања). Она се јавља када се, на пример, тело неке особе брзо врти у круг.
Централни нистагмус је најчешће последица оштећења мозга. Патолошке форме нистагмуса се најчешће јављају код мале деце. Прегледа очног лекара (о могућности специјализованог у страболошком или ортооптичком смеру) код ових поремећаја је неопходан, зато што нистагмус може бити и последица недостатка пигмента у очима албинизам, или неких других обољења очију којима је неопходна одређена врста терапије.

## Врсте нистагмуса
Нистагмус се најчешће разврстава по правцу покрета, фреквенцији и амплитуди треперења очију на:

### Нистагнус према правцу кретања
Према правцу кретања очних јабучица нистагмус може бити:
- Нистагмус у хоризонталном смеру (лат. nystagmus horizontalis). Овај облик се јавља се у највећем броју случајева.
- Нистагмус у вертикалном смеру.
- Нистагмус у косом смеру.
- Нистагмус око сагиталне осовине или ротаторни (лат. nystagmus rotatorius).
- Нистагмус комбинованих смеровалат. nystagmus mixtus). Ротаторни нистагмус може бити комбинован, на пример, са хоризонталним.

Статички динамички и латентни нистагмус
Нистагмус се може јавити и кад очи мирују (статички нистагмус) или настаје само при извесним покретима очију (динамични нистагмус), нарочито при екстремним погледима у страну. При узбуђењу нистагмус се појачава.
Он може бити латентан, што значи да су очне јабучице при бинокуларном гледању мирне, али чим се једно око покрије, нистагмус се јавља на непокривеном оку.
Неутрална зона нистагмуса
Трзаји ока код нистагнуса, у неким случајевима се могу компензовати фиксирањем погледа у неки врло близак објекат или проналажењем таквог положаја главе у коме се покрети ока смањују или престају. Правац погледа у којем престаје нистагмус означава се као неутрална зона. Нистагмус се током дијагностике не сме помешати са микросакадама, локалном адаптацијом ока или окуларним тремором.

### Немогућност држања правца погледа
Познате су многи облици нистагмуса зависног од правца погледа. Овај облик јавља се искључиво при одређеној девијацији правца погледа. По узроку и јачини разликује се:
- Нистагмус крајне тачке погледа, Врло је слаб и до њега долази код правца погледа који је преко 35°, Најчешће се не сматра болешћу.
- Нистагмус угла погледа. То је средње јак облик који настаје при девитацијама ока испод 35°.
- Нистагмус паретичког погледа. Овај облик је веома изражен и у њему трзаји враћају око до средишње линије. Немогућност држања погледа, никако не треба мешати са парализом погледа, код које је поремећен инервациони импулс потребан за померање очне јабучице. Узроци овог облика нистагмуса могу бити бројни, почев од лекова (антиепилептички лекови или лекови за смирење) до оштећења можданог корена и можданих нерава који инервишу очне мишиће.

### Нистагмус фиксираног погледа
За разлику од спонтаног вестибуларног нистагмуса, нистагмус фиксираног погледа се кроз визуелне провокације не може зауставити него се, у бројним случајевима и појачава.

### Конгенитални нистагмус
По правилу, конгенитални (урођени) нистагмус, јавља се у другом или трећем месецу живота новорођенчета и може се током наредних недеља све више појачавати. Визуелна пратња погледа је скоро невидљива. Он има следеће карактеристике:
- поигравање ока се не може смирити са фиксирањем погледа него се напротив још више појачава,
- нистагмус има патолошки смер,
- правац треперења је најчешће хоризонталан, како код погледа према доле тако и према горе,
- интензитет (фреквенција и амплитуда) треперења се не мења,
- са променом смера погледа, при погледу на блиска тела, треперење се релативно смирује.

### Окуларни нистагмус
Као узрок окуларног нистагмуса наводе се теже сметње вида које не дозвољавају фиксирање ока у једном правцу погледа; нпр. оштећења сочива (конгенитална катаракта) или аниридија ока (недостатак ириса у оку).

### Латентни тип нистагмуса
Латентни тип нистагмуса (или пре латентни нистагмус) је карактеристичан по томе што правац нистагмуса фиксирањем погледа преко десног ока прелази на десно а фиксирањем погледа левим оком прелази на лево. Покривањем једног ока он се појачава или у неким случајевима тек тада постаје видљив.

### Нистагмус код мултипле склерозе и лепре
Ова форма нистагмуса често настаје као пратећи знак болест код мултипле склероза или лепре, мада ову форму могу изазвати и сметње у протоку крви у мозгу.

### Спазмус нутанс
Овај облик нистагмуса настаје у првој години живота или спонтано након годину или две. Разлози за појаву овог облика нистагмус су непознати. Често се може компензовати такозваним „климањем главом“, чија је фреквенција по правилу испод фреквенције нистагмуса.
Спазмус нутанс има јачу фреквенцију него конгенитални нистагмус. Јачина овог нистагмуса се често разликује на левом и десном оку. При овој форми функционише оптокинетичка реакција што усмерава класификацију ка нистагмусу фиксираног погледа.

### Нистагмус повезан са страбизмом код мале деце
Док су болесници са конгениталним нистагмусом ретко разроки, код латентног типа доста често уочава се и разрокост код мале деце, која је у највећем броју случајева према унутрашњости.
Као узрок ове врсте страбизма, раније се наводило, да око тиме покушава изједначити нистагмус или га смирити због чега је уведен и појам такозваног синдрома блокирања нистагмуса. Пошто зависност између нистагмуса и страбизма још није потпуно истражена, уместо наведеног појма данас се углавном у пракси примењује појам конгенитални синдром разрокости.

### Оптокинетички нистагмус
Оптокинетички (синоптички) нистагмус индукован је гледањем покретних визуелних стимулуса, као што су хоризонталне или вертикалне линије, и/или пруге. На пример, ако испитаник фиксира поглед на траку ротирајућег бубња са наизменичним црним и белим линијама, поглед се повлачи да се фиксирао на нову траку док се бубањ помера. Ово је прво ротација са истом угаоном брзином, а затим се око враћа у супротном смеру.
Овај процес који се одвија неограничено служи за разумевање рефлекса фиксације.

## Етиопатогенеза
Нистагмус настаје као последица нестабилности или погоршања функције система задуженога за контролисање покрета очију.
Уколико је нистагмус настао у детињству, његов узрок може бити неки од поремећај функционалних делова који се налазе између ока и мозга.
За разлику од дечијег, стечени нистагмус, се јавља у ксанијем периоду живота болесника и може бити симптом неког озбиљнијег стања попут можданог удара, мултипле склерозе или трауме главе.
Неки од узрока нистагмуса могу бити:
- Недовољна контроле покрета ока,
- Алалбинизам,
- Изражене рефракцијске аномалије нпр. кратковидост или астигматизам
- Конгенитална катаракта
- Упала унутрашњег ува
- Лекови, нпр. антиепилептици
- Болести централног нервног система

## Дијагноза
Дијагноза нистагнуса заснива се на анамнези, општем и отонеуролошком прегледу и отолошким тестовима.

## Терапија
Могућност лечења нистагмуса зависи од узрока који га је изазвао, интензитета нистагмуса и механизмима компензације (у случају постојања).
Лечење окуларног урођеног нистагмуса не може бити каузално јер се код овог облика ради о пропуштеном сазревању једне функције централног нервног система, као последици бројних узрока. Зато се у терапији прво покушава нормализација оштрине вида и померање неутралне зоне у део корисног видног поља вида. Посебан значај има корекција евентуално присутног астигматизма. Зато је ова корекција једна од првих мера у лечењу. Друге оптичке методе заснивају на чињеници да релативна конвергенција очних јабучица донекле умирује нистагмус. Зато се преписују расипна сочива или призме, са базама темпорално, које гурају булбус у конвергенцију. У таква средства спадају и хомонимне постављене призме да би се поглед пасивно усмерио у правцу релативног мира очију. У идеалном случају, око се после одређеног времена враћа у примарну позицију.
У највећем броју случајева успешно лечење нистагмуса захтева једну или више операција.